# Вакцинація проти COVID-19 у Сінгапурі
Вакцинація проти COVID-19 у Сінгапурі — це кампанія масової імунізації населення Сінгапуру проти COVID-19 під час пандемії коронавірусної хвороби. У Сінгапурі дуже високий рівень вакцинації: понад 92 % населення (і понад 93 % відповідного населення) були вакциновані.

## Передумови
Уряд Сінгапуру інвестував більше одного мільярда сінгапурських доларів для підписання угод про попередню купівлю, та здійснив дострокові авансові платежі за багатообіцяючі вакцини-кандидати, зокрема вакцини Pfizer—BioNTech, Moderna та «Коронавак».

### Експертний комітет з питань вакцинації проти COVID-19
5 жовтня 2020 року уряд Сінгапуру призначив комітет експертів з вакцинації проти COVID-19 у складі 14 осіб, який мав консультувати та оцінювати ефективність і безпеку вакцин проти COVID-19 для використання в Сінгапурі. 24 грудня 2020 року комітет експертів надав уряду свої рекомендації щодо загальної стратегії вакцинації в Сінгапурі. У своїх рекомендаціях експерти підкреслили, що 2 групи осіб мають бути пріоритетними для вакцинації: особи з високим ризиком інфікування, медичні працівники, які безпосередньо надають допомогу хворим; та особи, які вразливі до важких захворювань та ускладнень від інфекцій, люди похилого віку. Комітет продовжував консультувати щодо використання вакцин, оскільки епідемія тривала далі. Комітет рекомендував робити ревакцинацію особам старшим 60 років, оскільки з'явилися докази зниження ефективності вакцинації з часом, а також оновив рекомендації для тих, у кого після першої дози з'явилися помірні шкірні реакції, щодо продовження програми вакцинації.

### 2020 рік
14 грудня 2020 року Сінгапур став першою азійською країною, яка схвалила вакцину проти коронавірусу Pfizer-BioNTech. Перша партія вакцини прибула через 7 днів 21 грудня.
22 грудня 2020 року Сінгапур також отримав першу партію вакцини «Коронавак» виробництва компанії «Sinovac Biotech». Однак вакцина не була схвалена для використання службою охорони здоров'я. 2 червня 2021 року міністерство охорони здоров'я країни схвалило вакцину «Коронавак» для використання в приватних медичних закладах, щоб особи, яким не підходить введення мРНК-вакцин, могли отримати «Коронавак». Однак, оскільки виготовлена в Китаї вакцина не є частиною національної програми, ті, хто вирішив отримати її, не матимуть права на участь у програмі фінансової допомоги після вакцинації, якщо у них розвинуться будь-які побічні реакції.
30 грудня 2020 року Сінгапур став першою країною в Азії, яка розпочала кампанію вакцинації проти COVID-19. Вакцинація була безкоштовна для всіх жителів Сінгапуру та довгострокових резидентів країни. Медичні працівники, інші працівники екстрених служб та люди похилого віку були першими щеплені вакциною, спільно розробленою BioNTech і Pfizer.

### 2021 рік
3 лютого 2021 року Сінгапур також став першою країною в Азії, яка схвалила вакцину Moderna проти COVID-19, розроблену спільно Національним інститутом алергії та інфекційних захворювань, Управлінням перспективних біомедичних досліджень і розробок і компанією Moderna.
18 травня міністерство охорони здоров'я оголосило, що тим, хто зареєструється на вакцинацію від COVID-19 з 19 травня, друга доза буде призначена через 6-8 тижнів після першої вакцинації, а не через 3-4 тижні. Ці зміни в стратегії були спрямовані на те, щоб ще 400 тисяч осіб у Сінгапурі отримали принаймні одну дозу вакцини до кінця липня, щоб практично всі відповідні жителі Сінгапуру отримали принаймні одну дозу вакцини до початку серпня. Однак, оскільки поставки вакцини продовжують надходити за планом і більшість населення, яке бажає вакцинуватися, отримає свою першу дозу до другої половини липня, міністерство охорони здоров'я оголосило 29 червня, що інтервал між першою та другою дозами вакцини проти COVID-19 повернеться до 4 тижнів. Це було частиною зусиль, спрямованих на те, щоб більша частина населення була повністю вакцинована раніше. 9 липня повідомлено, що інтервал між дозами вакцини Pfizer-BioNTech буде додатково скорочено до 3 тижнів. Крім того, було додано, що тим, хто раніше робив щеплення вакциною, не схваленою національною програмою вакцинації, буде рекомендовано прийняти 2 дози схвалених вакцин.
Служба охорони здоров'я також схвалила застосування вакцини Pfizer-BioNTech для дітей віком від 12 до 15 років; раніше її отримували лише ті, хто досяг 16 років. У грудні 2020 року вакцина отримала тимчасове схвалення служби охорони здоров'я відповідно до спеціального пандемічного протоколу доступу.
24 червня міністерство охорони здоров'я уклало з компанією Novavax угоду про закупівлю її вакцини проти COVID-19, очікувалося, що поставки надійдуть до Сінгапуру до кінця 2021 року.
28 липня «IHH Healthcare Singapore» отримала дозвіл на імпорт вакцини Sinopharm BIBP через спеціальний шлях доступу (SAR). Спеціальний шлях доступу було створено 31 травня, щоб дозволити населенню обирати вакцини, які не входять до національної програми щеплень.
2 серпня старший державний міністр охорони здоров'я Джаніл Путучі повідомила в парламенті, що тим, хто мав алергічні реакції після отримання першої дози мРНК-вакцини проти COVID-19, запросять отримати вакцину «Коронавак», після чого вони вважатимуться повністю вакцинованими особами.
6 серпня міністерство охорони здоров'я оголосило, що починаючи з 10 серпня 2021 року визнає всі вакцини проти COVID-19, перелічені у списку екстреного використання Всесвітньої організації охорони здоров'я. Це означає, що Сінгапур визнає всіх осіб, які були щеплені вакциною, схваленою ВООЗ, як повністю вакцинованим особам, їм будуть надані заходи безпеки, диференційовані щодо вакцинації, і пільги на проїзд.
20 вересня було доставлено додатково 101 тисяч доз вакцини «Коронавак».
23 жовтня служба охорони здоров'я надало тимчасовий дозвіл у рамках Пандемічного спеціального доступу для вакцини «Коронавак» за режимом 3 доз, після чого її було включено до національної програми вакцинації. Ті, хто не може отримати будь-яку із затверджених мРНК-вакцин, будуть запрошені на вакцинацію цією вакциною, та будуть мати право на участь у програмі фінансової допомоги після вакцинації.
10 грудня служба охорони здоров'я схвалило використання вакцини Pfizer-BioNTech для дітей віком від 5 до 11 років, перші щеплення мали зробити до кінця 2021 року. Водночас вакцину Pfizer-BioNTech схвалена з повною реєстрацією. Перша партія педіатричної вакцини прибула через 7 днів, 22 грудня, а перші щеплення нею зробили 27 грудня.

#### Бустерна вакцинація
З 14 вересня 2021 року в Сінгапурі розпочато проведення ревакцинації особам старшим 60 років. Згодом, з 4 жовтня, планується робити ревакцинацію особам старшим 50 років, які відповідають вимогам, а потім з 9 жовтня особам старше 30 років. Відповідне населення повинно отримати другу дозу до 6 місяців перед отриманням бустерного щеплення. З 24 листопада відповідне населення, яке ввело другу дозу до 5 місяців тому, може отримати ревакцинацію для всіх вікових груп. 10 грудня можливість ревакцинації поширюється на осіб старших 18 років, починаючи з 14 грудня. З 14 березня 2022 року дітям віком від 12 до 17 років необхідно буде зробити повторне щеплення протягом 270 днів після отримання другої дози вакцини проти COVID-19. У тих, хто не зробить ревакцинацію через 9 місяців після введення другої дози, статус вакцинації буде скасовано.

### 2022 рік
14 лютого 2022 року служба охорони здоров'я повідомила, що надало тимчасовий дозвіл на вакцину Novavax під торговою маркою «Nuvaxovid» у рамках Пандемічного спеціального доступу; це дводозова вакцина, яка мала бути включена до національної програми вакцинації для дорослих віком від 18 років. Вона є білковою субодиничною вакциною, і дозволена до застосування в Сінгапурі.
З травня 2022 року всі центри вакцинації мали закритися назавжди, оскільки Сінгапур переходить до стадії стійкості до COVID-19.

## Визнання сертифікатів вакцинації
19 серпня 2021 року управління імміграції та контрольно-пропускних пунктів розпочало видавати захищену від підробки наклейку про вакцинацію, яка наклеюється на проїзні документи та може служити доказом вакцинації. Видача цієї спеціальної наклейки буде обмежена особами, які були вакциновані вакциною проти COVID-19 згідно зі списком екстреного використання Всесвітньої організації охорони здоров'я і пред'явили дійсний сертифікат про вакцинацію англійською мовою.
24 вересня 2021 року голова Ради національного відновлення Малайзії Мухіддін Яссін підтвердив, що Малайзія та Сінгапур визнаватимуть сертифікати вакцинації один одного, щоб полегшити поїздки між двома країнами.

## Використання вакцин

### Національна програма вакцинації
| Вакцина         | Прогрес                  | Замовлені дози | Схвалення                            | Застосування    | Виробник          | Посилання |
| --------------- | ------------------------ | -------------- | ------------------------------------ | --------------- | ----------------- | --- |
| Pfizer–BioNTech | Схвалено до застосування | невідомо       | 14 грудня 2020 (екстрене схвалення)  | 30 грудня 2020  | Pfizer і BioNTech | - |
| Moderna         | Схвалена до застосування | невідомо       | 3 лютого 2021 (екстрене схвалення)   | 17 березня 2021 | Moderna           | - |
| Коронавак       | Схвалена до застосування | 301,000        | 23 жовтня 2021 (екстрене схвалення)} | 4 червня 2021   | Sinovac Biotech   | (2 червня 2021 року вакцина «Коронавак» отримала екстрене схвалення відповідно до спеціального маршруту доступу після того, як Всесвітня організація охорони здоров'я включила її до списку екстреного використання) |
| Nuvaxovid       | Схвалена до застосування | невідомо       | 14 лютого 2022 (екстрене схвалення)  | 18 лютого 2022  | Novavax           | (Вакцина Novavax проти COVID-19 під торговими назвами: «Nuvaxovid» і «Covovax», ліцензована вакцина, виготовлена Інститутом сироватки крові Індії, раніше отримала екстрене схвалення відповідно до спеціального маршруту доступу 17 грудня 2021 року після того, як вона була внесена до списку екстреного використання Всесвітньою організацією охорони здоров'я) |

### Спеціальний пандемічний шлях
| Вакцина                               | Прогрес           | Замовлені дози | Схвалення                             | Застосування   | Виробник                               | Посилання                                                                                          |
| ------------------------------------- | ----------------- | -------------- | ------------------------------------- | -------------- | -------------------------------------- | -------------------------------------------------------------------------------------------------- |
| Sinopharm BIBP                        | Схвалено частково | невідомо       | 28 липня 2021 (екстрене схвалення)    | 30 серпня 2021 | Sinopharm                              | -                                                                                                  |
| Johnson&Johnson/Janssen               | Схвалено частково | невідомо       | 10 серпня 2021 (екстрене схвалення)   | В очікуванні   | Janssen                                | -                                                                                                  |
| Oxford–AstraZeneca/AZD1222/Covishield | Схвалено частково | невідомо       | 10 серпня 2021 (екстрене схвалення)   | В очікуванні   | Оксфордський університет і AstraZeneca | (Цей дозвіл включає «Ковішелд», ліцензовану вакцину, виготовлену Інститутом сироватки крові Індії) |
| Коваксин                              | Схвалено частково | невідомо       | 3 листопада 2021 (екстрене схвалення) | В очікуванні   | Bharat Biotech                         | -                                                                                                  |
| Convidecia                            | Схвалено частково | невідомо       | 19 травня 2022 (екстрене схвалення)   | В очікуванні   | CanSino Biologics                      | -                                                                                                  |